# Stazione di Zeuthen
La stazione di Zeuthen si trova a Zeuthen, a sud di Berlino, sulla linea Berlino-Görlitz ed è servita dalle linee S46 e S8 della S-Bahn di Berlino. Di quest'ultima stazione è anche il capolinea sud.
La stazione si trova a circa 500 metri dal centro e dista circa 25 km. in linea d'aria dal centro di Berlino. Lungo la linea è posta tra stazioni di Eichwalde e Wildau sulla S46 ed è capolinea sud della S8.

## Storia
Al momento dell'apertura, il 24 maggio 1868, la stazione era inizialmente a Miersdorf e si chiamava Hankels Ablage Bude 21. I primi anni i treni si fermavano soltanto sporadicamente. Dal 1º giugno 1874, le fermate divennero regolari.
Per servire meglio il centro abitato, la piattaforma venne spostata 200 metri a nord sul lato della strada forestale. La nuova stazione aprì il 1º novembre 1897 con il nome di Zeuthen.